# Пикотехнология
Пикотехнология — гипотетический будущий уровень технологических манипуляций с веществом, в масштабе триллионных долей метра или пикометра (10−12 м). Это на три порядка меньше нанометра (и, следовательно, большинства нанотехнологий) и на два порядка меньше, чем масштабы большинства химических реакций и измерений. Пикотехнология предполагает манипулирование веществом на атомном уровне. Дальнейшее гипотетическое развитие, фемтотехнология, будет связано с работой с веществом на субатомном уровне.

## Приложения
Пиконаука (picoscience) — термин, используемый некоторыми футуристами для обозначения структурирования материи в масштабе пикометра. Пикотехнология была описана как технология, связанная с изменением структуры и химических свойств отдельных атомов, как правило, путем манипулирования энергетическими состояниями электронов внутри атома, чтобы произвести метастабильные (или иным образом стабилизированные) состояния с необычными свойствами, создавая некоторую форму экзотического атома. Аналогичные преобразования, которые существуют в реальном мире, представляют собой окислительно-восстановительную химию, которая может манипулировать состояниями окисления атомов; возбуждение электронов в метастабильные возбужденные состояния, как в случае лазеров, и некоторые формы насыщаемого поглощения; и манипулирование состояниями возбужденных электронов в ридберговских атомах для кодирования информации. Однако ни один из этих процессов не производит типы экзотических атомов, описанные футуристами.
Кроме того, некоторые исследователи нанотехнологий используют пикотехнологию для обозначения изготовления структур, в которых атомы и устройства расположены с точностью до нанометра. Это важно, когда желательно взаимодействие с одним атомом или молекулой из-за силы взаимодействия между двумя атомами, которые очень близки. Например, сила между атомом в наконечнике зонда атомно-силового микроскопа и атомом в исследуемом образце изменяется экспоненциально с расстоянием разделения и чувствительна к изменениям положения порядка от 50 до 100 пикометров (из-за принципа Паули на коротких расстояниях и сил Ван-дер-Ваальса на больших расстояниях).